# Wikipedia en francés
La Wikipedia en francés es una edición en francés de la Wikipedia, llamada Wikipédia. Comenzada el 23 de marzo de 2001, esta edición cuenta actualmente con 2 680 579 artículos y es la quinta Wikipedia mayor en número de artículos tras la Wikipedia en inglés, cebuano, sueco y alemán. Tiene 5 166 456 usuarios, de los cuales 17 458 son activos. 
Un área en la que la Wikipedia en francés es muy completa es en la que se refiere a artículos sobre comunas. Un bot, DasBot ha creado artículos de todas las comunas francesas, y también de las más pequeñas áreas administrativas (cantones), como por ejemplo Canton de Rennes-Sud-Ouest. La Wikipedia en francés también se diferencia de su par en inglés en su formato.

Países donde Wikipedia en francés es la versión más popular de Wikipedia.

## Fechas clave
2001
- 23 de marzo: Fecha de creación oficial de la Wikipedia en francés.
- 19 de mayo: Primera fecha de guardado.
- 6 de junio: Primera portada . Incluye la participación de Valéry Beaud y Buzz.

2002
- Junio: Se muestra un nuevo logotipo (de color verde y bastante distinto del empleado en otras Wikipedias) en una iniciativa de Rinaldum. Este movimiento independiente fue criticado ya que ningún wikipedista de la Wikipedia en francés había sido consultado, pero se mantuvo el logotipo.
- Agosto: Se nombran a los primeros bibliotecarios: Anthere, Aoineko y Shaihulud, a pesar de que Mulot no está de acuerdo. Primer bloqueo de IP.
- 31 de octubre: Traslado a la Fase III.
- Diciembre: Se registra un gran aumento en la actividad. Puede ser analizado como una serie de vandalismos por parte de un bot, y las consecuentes correcciones. Tras este nuevo tipo de vandalismo, se cambia el software para poder revertir rápidamente los cambios (enlace de deshacer, sólo disponible para administradores).

2003
- Enero: Fuerte disminución de la actividad, debido principalmente a la caída de servidores, lo que limita la participación.
- 6 de febrero: "Putsch" coloreado en la portada: antes => después. El nuevo diseño, realizado por Aoineko, es utilizado seguidamente por ediciones de Wikipedia en otros idiomas (como la Wikipedia en polaco y la Wikipedia en inglés).
- 7 de febrero: Se alcanzan los 5000 artículos.
- 19 de febrero: Se alcanzan los 6000 artículos.
- 7 de marzo: El artículo del año 1045 se convierte en la página número 7000 de la Wikipédia francófona.
- 27 de marzo: Artículo número 8000.
- 13 de abril: La Wikipedia en francés sobrepasa a la Wikipedia en polaco y se convierte en la tercera mayor con 9.051 artículos, situándose por detrás de la Wikipedia en inglés y la Wikipedia en alemán.
- 15 de mayo: Se llega a 10 000 artículos.
- 18 de mayo: La portada ha sido vista 100 000 veces desde que se implementó el contador.
- 7 de julio: Wikipedia tiene 20 000 páginas, de las cuales unas 12 800 pertenecen a artículos.
- Mediados de julio: El cálculo del número de páginas se modifica. Según el modo de cálculo anterior que detectaba al menos una coma, había 13.058 artículos enciclopédicos, y el nuevo cálculo (que detecta al menos un enlace), indica 13 789 artículos.
- 5 de agosto: La Wikipedia francófona tiene 15 000 artículos. Se registran más de 20 000 cambios desde la implementación del software Fase III.
- 20 de agosto: Deshabilitación de algunas funciones para lograr un mejor rendimiento.
- 4 de septiembre: Se llega a 16 000 artículos
- Octubre: La Wikipedia francófona utiliza el nuevo logotipo.
- 3 de noviembre: Papotages es el primer usuario bloqueado para siempre por ser el autor de vandalismos repetidamente.
- 17 de noviembre: El artículo Lorraine es el primer artículo de la semana. 38 usuarios participaron en su redacción.
- 22 de noviembre: 20 000 artículos.

2004
- 26 de enero: 25 000 artículos.
- 14 de marzo: 30 000 artículos.
- Finales de marzo: Wikipedia en francés se pasa a UTF-8.
- 1 de mayo: 35 000 artículos.
- 16 de junio: 40 000 artículos.
- 29 de agosto: 50 000 artículos con nèfle.
- 2 de noviembre: a las 23:33, se llega a 60 000 artículos con lord Yarborough.
- 22 de diciembre: 70 000 artículos con borée.

2005
- 6 de febrero: 80 000 artículos.
- 14 de marzo: 90 000 artículos.
- 21 de abril: 100 000 artículos con Pierre Séguier.
- 18 de agosto: 150 000 artículos.
- 6 de diciembre: 200 000 artículos.

2006
- 4 de marzo: 250 000 artículos.
- 10 de junio: 300 000 artículos.
- 27 de noviembre: 400 000 artículos.

2007
- 28 de mayo: 500 000 artículos con Aitken (cratère).
- 28 de diciembre: 600 000 artículos.

2008
- 30 de agosto: 700 000 artículos.

2009
- 14 de enero: 750 000 artículos.
- 6 de mayo: 800 000 artículos.

2010
- 14 de enero: 900 000 artículos con Amauropelta heteroptera.
- 21 de septiembre: 1 000 000 de artículos con Louis Babel.[1]

2014
- 28 de abril: 1 500 256 artículos, clasificada la quinta mayor edición de Wikipedia, por el número de artículos, después de las ediciones en inglés, alemán, neerlandés y sueco.

2018
- 8 de julio: 2 000 000 de artículos.

2022
- 21 de febrero: 2 400 000 de artículos con Unity: The Latin Tribute to Michael Jackson.

2023
- 5 de marzo: 2 500 000 de artículos.